# Angiolo Poli
Angiolo Poli (Villa Bartolomea, 12 maggio 1903 – Verona, 22 marzo 1941) è stato un poeta contadino italiano.
Morto all'Ospedale Psichiatrico San Giacomo, è  sepolto nel cimitero di Villa Bartolomea.

## Vita
Poli scrisse poesie in dialetto veronese sulla campagna e la sua terra natia e la valle che la circonda. 
Non volle pubblicare le sue poesie, che scriveva per sé. Nel 1935 un gruppo di amici lo convinse tuttavia a pubblicare un fascicolo con una ventina di componimenti intitolato "Tera e Vilani". 
Otto anni dopo la sua morte, nel 1949, furono raccolte insieme 123 poesie, che furono stampate a Legnago con il titolo "Poesie". Nel 1991 (a 50 anni esatti dalla sua morte) venne ristampata quella raccolta, con il vecchio nome di "Tera e Vilani".

El Roaron de Biolca, quercia secolare che era presente a Villa Bartolomea in località Biolca.

Il comune natìo di Poli ricorda la memoria del poeta con un concorso di poesia in dialetto veneto, e le sue poesie sono ancora argomento di letture pubbliche. A Villa Bartolomea una via è inoltre a lui dedicata.

## Poesie
Tra le sue poesie più famose si ricordano "El me paese", in cui descrive Villa Bartolomea, e "El Roaron de Biolca", in cui parla del Roaron, quercia ultracentenaria ormai scomparsa sita in Biolca, una zona della valle.
(Angiolo Poli, Tera e Vilani)